# Stade Frei Epifânio D'Abadia
Le Stade Frei Epifânio D'Abadia (en portugais : Estádio Frei Epifânio D'Abadia), également connu sous le nom de Stade municipal Frei Epifânio D'Abadia (en portugais : Estádio Municipal Frei Epifânio D'Abadia) et également surnommé le Caldeirão, est un stade de football brésilien situé dans la ville d'Imperatriz, dans l'État du Maranhão.
Le stade, doté de 10 100 places et inauguré en 1966, sert d'enceinte à domicile aux équipes de football de la Sociedade Imperatriz de Desportos, du Tocantins Esporte Clube, du Marília Futebol Clube, du JV Lideral Futebol Clube et de l'ITZ Sport.

## Histoire
Le stade ouvre ses portes en 1966 dans le quartier Centro. Il est inauguré le 30 janvier 1966.
Il subit une première rénovation en 1973, date à laquelle le club de la Sociedade Imperatriz s'installe au stade, avant d'être rejoint deux ans plus tard par le Tocantins.
En 1984, il devient le nouveau stade à domicile de l'équipe du Marília, puis du JV Lideral en 1994.
Le record d'affluence au stade est de 30 000 spectateurs lors d'une victoire 3-1 des locaux de la Sociedade Imperatriz sur le Sampaio Corrêa le 2 mai 2015.
Au second semestre de 2008 commence une rénovation majeure, avec l'installation d'une nouvelle tribune (et d'une tribune principale couverte), d'un tableau de bord électronique, d'une cafétéria, d'un meilleur accès, d'un ascenseur pour les personnes handicapées, des vestiaires confortables avec une salle d'échauffement pour les athlètes, des vestiaires hommes et femmes pour les arbitres, et de sièges individuels numérotés.
En 2017, le stade Frei Epifânio D'Abadia devient le nouvel antre à domicicle du club de l'ITZ Sport.